# Asarkina rostrata
Asarkina rostrata là một loài ruồi trong họ Ruồi giả ong (Syrphidae). Loài này được Wiedemann mô tả khoa học đầu tiên năm 1824. Asarkina rostrata phân bố ở vùng Châu Phi